# 1911 a filmművészetben

## Események
- március – Ungerleider Mór megnézi Asta Nielsen első filmjét egy lány elzülléséről: a konkurencia megtévesztése miatt negatívan nyilatkozik róla, majd két nap múlva Koppenhágában megszerzi a gyártó Nordisk cég minden művének magyarországi vetítési jogát.
- június – Megalakul a Hunnia Filmvállalat Budapesten, a Lipót körúti Vígszínház mellett épülő műteremmel, majd egy éven belül csődbe megy,
- október 27. – David Horsley megnyitja az első filmstúdiót (Nestor Studio) Hollywoodban, a Gower street sarkán.
- A Mozgókép Híradó írói között feltűnik egy dán filmművészetért rajongó ifjú kritikus: Korda Sándor.

## Filmbemutatók
- Anna Karenina – rendező Maurice Maître
- Alkali Ike’s Auto – rendező Gilbert M. 'Broncho Billy' Anderson
- Friday the 13th – forgatókönyvíró Charles Battell Loomis
- The Godfather, rövid
- His Trust – rendező D. W. Griffith
- His Trust Fulfilled – rendező D. W. Griffith
- Her Crowning Glory
- Little Nemo – rendező Winsor McCay és J. Stuart Blackton
- The Battle – rendező D. W. Griffith
- The Lonedale Operator
- What Shall We Do with Our Old? – rendező D. W. Griffith

## Születések
- január 3. – John Sturges, rendező († 1992)
- január 5. – Jean-Pierre Aumont, színész († 2001)
- január 7. – Butterfly McQueen, színésznő († 1995)
- február 6. – Ronald Reagan, színész, az USA elnöke († 2004)
- február 14. – Florence Rice, színésznő († 1974)
- február 19. – Merle Oberon, színésznő († 1979)
- február 27. – Kazal László, színész († 1983)
- március 3. – Jean Harlow, színésznő († 1937)
- március 12. – Kiss Manyi, színésznő († 1971)
- május 4. – Buttykay Emmi, színésznő († 1957)
- május 18. – Smiley Burnette, színész († 1967)
- május 11. – Phil Silvers, színész († 1985)
- május 16. – Margaret Sullavan, színésznő († 1960)
- május 17. – Maureen O'Sullivan, színésznő († 1998)
- május 18. – Sigrid Gurie, színésznő († 1969)
- június 3. – Ellen Corby, színésznő († 1999)
- június 20. – Gail Patrick  († 1980)
- június 29. – Bernard Hermann, zeneszerző († 1975)
- július 6. – Laverne Andrews, énekes, színésznő († 1967)
- július 6. – Simor Erzsi, színésznő († 1977)
- július 14. – Terry-Thomas, színész († 1990)
- július 16. – Ginger Rogers, színésznő, táncos († 1995)
- július 18. – Hume Cronyn, színész († 2003)
- augusztus 5. – Robert Taylor, színész († 1969)
- augusztus 6. – Lucille Ball, színésznő († 1989)
- augusztus 7. – Nicholas Ray, rendező († 1979)
- augusztus 12. – Cantinflas, színész († 1993)
- szeptember 2. – Erwin Hillier, operatőr († 2005)
- szeptember 16. – Benedek Tibor, színész († 1963)
- október 13. – Ashok Kumar, színész († 2001)
- október 20. – Will Rogers Jr., színész († 1993)
- október 27. – Leif Erickson, színész († 1986)
- október 31. – Fenyvessy Éva, magyar színésznő († 2009)
- november 4. – Frederick W. Elvidge, színész  († 1988)
- november 5. – Roy Rogers, énekes, színész († 1998)
- november 10. – Harry Andrews, színész († 1989)
- november 16. – Básti Lajos, színész († 1977)
- november 29. – Déry Sári, színésznő († 1952)
- december 8. – Lee J. Cobb, színész († 1976)
- december 30. – Jeanette Nolan, színésznő († 1998)

## Halálozások
- Francis Boggs, rendező